# Lubsko
Lubsko (udtale: [ˈlupskɔ] (fysk: Sommerfeld, nedresorbisk: Žemŕ), tidligere Zemsz, er en by og en kommune (Gmina) i det vestlige Polen, der ligger i voivodskabet Lubusz (Województwo lubuskie) og har 13.240(2021) indbyggere og et areal på 		12,56 km². Den er en del af powiatet (amt) Żary.

## Historie
I den tidlige middelalder var der her en vestslavisk eller lekitisk gord efterfulgt af en markedsbosættelse på grænsen mellem Kongeriget Polen og Lausitz. Det ældste navn var sandsynligvis Żemrje. Den ligger i Niederlausitz, der på nogle tidspunkter også tilhørte Schlesien, f.eks. under de polske herskere Boleslav 1. og Henrik 1. af Polen (Henrik den skæggede). Byen blev først dokumenteret i 1258 og modtog byprivilegier af markgreve Henrik 3. af Meissen i 1283.